# Radulf al II-lea de Thuringia
Radulf (sau Ratolf) (d. înainte de 880) a fost duce de Thuringia (sau Marca sorabă) de la 874 până la moarte.
Radulf era succesorul și posibil fiul ducelui Thachulf de Thuringia. La moartea acestuia din august 873, slavii sorabi și vecinii lor s-au răsculat împotriva germanilor. Radulf, împreună cu arhiepiscopul Liutbert de Mainz, a trecut râul Saale în ianuarie 874 și în urma unei campanii de jaf și incendieri i-a readus pe slavi în supunere.